# José León Tapia
José León Tapia (Barinas, Venezuela, 18 de febrero de 1928 - 13 de diciembre de 2007) es un médico cirujano venezolano. En 1952 en la Universidad Central de Venezuela, profesión que ejerció junto a la docencia en la Universidad de los Andes en su extensión de Barinas. Escribió entre otros: Maisanta, el último hombre a caballo y Por aquí pasó Zamora, ganador del Premio Nacional de Literatura en el 2004, el cual rechazó para evitar que vincularan su obra con proselitismo político. Representó al estado Barinas en la Asamblea Nacional Constituyente promulgada en el año 1999 convocada por el presidente Hugo Chávez para redactar una nueva constitución.

## Obras
- Bajo el Sol de los Siglos
- El canto del Yacabum
- El Compromiso de ser Médico
- El Tigre de Guaito
- En el País de la Memoria
- Ezequiel Zamora a la Espera del Amanecer
- La Saga de los Pulido
- Maisanta, el Último Hombre a Caballo
- Muerte al Amanecer
- Por Aquí Pasó Zamora
- Tierra de Marqueses
- Viento de Huracán